# Evy Låås
Ebba Evy Kristina Låås, född 2 oktober 1923 i Sånga, död 6 april 1999 i Stenhamra, var en svensk tecknare, målare och grafiker.
Evy Låås studerade från 17 års ålder vid Tekniska skolan i Stockholm, och därefter på Ollers målarskola och Otte Skölds målarskola, samt vid Konstakademien mellan 1949 och 1955.
Hon målade motiv från Bohuslän, Mälaren och Lappland. Redan 1951 gjorde hon arbetsresor till Afrika, och då bodde hon i och tecknade inifrån viltreservaten.
Hon hade sin första utställning 1956 på Galleri Blanche i Stockholm. Tillsammans med Inga Borg skapade Evy Låås flera afrikainspirerade bilderböcker såsom "Teckningar från savannen", "Dagar med Simba" och "Giraffen kan inte sova".
Evy Låås utgav 1982 "Lejonmorgon" med teckningar från savannlandskap. Hon målade också färgglada bilder från samiska områden, teckningar av katter, rådjur och fåglar, fångade på ett sparsamt men närgående sätt efter observationer av djurens anatomi och rörelser. På grund av hennes handikapp gjordes iakttagelserna oftast inifrån hennes hus, genom fönstret; detta till trots har de stor precision.
Hon levde tillsammans med konstnären Anders Fogelin från 1952 till hans död 1982. 
Hon har gjort offentlig utsmyckning på Vårbergs sjukhus i Stockholm och är representerad på Moderna museet, Nationalmuseum, Örebro läns landsting och i Gustav VI Adolfs samling.